# Madona s hadem
Madona s hadem (italsky Madonna dei Palafrenieri) je název náboženského obrazu namalovaného italským barokním umělcem Caravaggiem.

## Okolnosti vzniku díla
Průlomové roky mezi 16. a 17. stoletím patřily k nejdůležitějšímu období v Caravaggiově uměleckém životě. Navzdory bouřlivému životu a vcelku špatné pověsti, která ho předcházela, podařilo se mu, zásluhou kardinála Scipiona Borgheseho získat zakázku na obraz s námětem Panny Marie pro oltář Palafrenieri v příčné lodi Baziliky svatého Petra.
Oltář Palafrenieri původně stával v centrální lodi a zdobil jej obraz zachycující svatou Annu, Pannu Marii a Ježíška mezi svatými Petrem a Pavlem. Po přestěhování oltáře se však již původní obraz něj nehodil a proto bylo určeno osadit oltář novým obrazem. Na jeho namalování se hledal vhodný umělec.
Přestože o podobné objednávce snili všichni významnější římští umělci, právě Caravaggiovi byla touto zakázkou nabídnuta možnost plného rozvinutí jeho génia. V prosinci 1605 obdržel na obraz zálohu.
Již na počátku práce věděl, že zakázku získal navzdory nelibosti kardinálů. Tento fakt měl zohlednit při realizaci díla. Jak se však ukázalo později, svému renomé rebelanta nezůstal nic dlužen.
Už výběr modelky se ukázal jako nešťastný. Opět se rozhodl pro dívku jménem Lena (prostá dívka z náměstí Piazza Navona, která mu již pózovala při obraze Loretánská Madona). Obraz vytvořil za několik dní.
Pobouření nad hotovým dílem bylo nepopsatelné. Ještě nikdy nezašel Caravaggio ve svém realismu tak daleko – mnozí dokonce tvrdili, že až k obscénnosti. Výtvarný historik Roberto Longhi napsal: „Je možné, že Caravaggio byl právě v případě této nejvytouženější objednávky, která vyžadovala velkou snahu, podněcován k nejsurovější interpretaci?“
Caravaggio si jistě uvědomoval, že téma, které mu bylo zadáno je spojováno s liturgickým symbolem neposkvrněného početí a je tedy nanejvýš posvátná. Podle názoru zúčastněných však v díle převládal takový hrubý plebejský a rebelský tón, že se zcela neomylně vystavil již nejednou vyslovené výtce, že je malířem níže postavených vrstev společnosti. Bylo otázkou proč se vydal touto cestou.
Výčitky směřovaly, jako vždy, k zobrazení postav. Svatá Anna vypadá jako stará žena z římské periferie, Panna Maria jako „pračka v zástěře přes šaty“ a Ježíš je nahý. Obraz byl odmítnut kvůli „urážlivému zobrazení Panny s nahým Ježíšem“. Ztvárnění matky a syna je překvapivé a na první diváky působilo až odvážné naturalisticky. Zcela zřetelně zde absentuje jakýkoliv náznak důstojnosti a vážnosti, spojené s Boží rodičkou a jejím synem, jehož nahota připadala lidem neméně urážlivá.
Caravaggiovi se definitivně zavřely dveře k dalším významnějším objednávkám. Zhodnocení obrazu shrnul jeden z kardinálů do jediné věty: „Nevidíme na tomto obraze nic než sprostotu, svatokrádež, bezbožnost, bohorouhačství a nevkus.“

## Námět a ikonografie díla
Po ikonografické stránce dílo zachycuje Ježíše s jeho matkou Pannou Marií a svatou Annou, jak upřeně hledí na hada, který se jim svíjí u nohou. Panna Maria něžně podpírá svého syna a nohou pod jeho chodidlem spolu s ním drtí hadovu hlavu.
Malba zobrazuje svatou Annu, která přihlíží, jak panna Marie učí malého Ježíše chodit. Syn má položené chodidlo na jejím chodidle a oba šlapou na hlavu velkému hadovi. I když byl obraz určený k uctění světice Anny, hlavní místo v kompozici má matka s dítětem.

Námět obrazu vychází z knihy Genesis: „Položím nepřátelství mezi tebe a ženu, mezi tvé potomstvo a její potomstvo; ono ti rozdrtí hlavu a ty jemu rozdrtíš patu.“ (Gn 3,15) Had je symbolem prvotního hříchu, ale je také symbolem vítězství víry nad kacířstvím a úkoly Panny Marie při vykoupení lidstva. Způsobem ztvárnění nohou obou postav Caravaggio precizní interpretoval znění buly papeže Pia V. Z roku 1569, kde bylo dogmaticky stanoveno, že Marie rozdrtila hadovi hlavu s pomocí svého syna.
Symbolika obrazu: had je ztělesněním prvotního hříchu, který mladý Ježíš v doprovodu matky ničí v roli spasitele. Existují také domněnky, že tématem obrazu je podpora role panny Marie (která je odlišná v katolické a protestantské víře) a had zobrazuje ďábla a asi i kacířství protestantů.
Po odmítnutí obrazu papežskou komisí ho darem získal kardinál Borghese, který ho umístil ve své vile.